# 22519 Gerardklein
22519 Gerardklein è un asteroide della fascia principale. Scoperto nel 1998, presenta un'orbita caratterizzata da un semiasse maggiore pari a 2,3478572 UA e da un'eccentricità di 0,1165229, inclinata di 3,49205° rispetto all'eclittica.